# Maggie Teyte

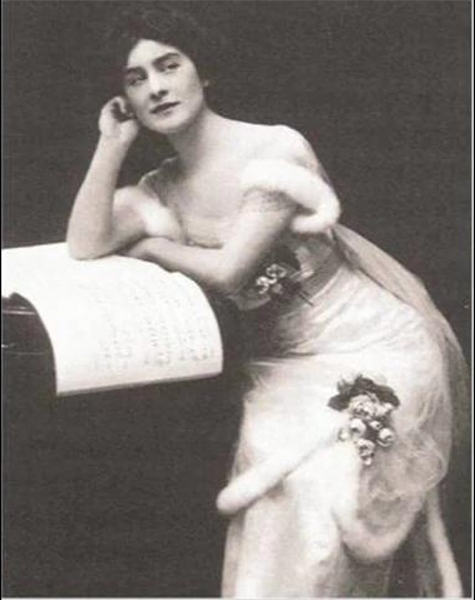
Maggie Teyte, um 1910

Dame Maggie Teyte, DBE (eigentlich Margaret Tate, * 17. April 1888 in Wolverhampton; † 26. Mai 1976) war eine britische Opernsängerin (Sopran).

## Leben
Sie studierte am Royal Academy of Music in London Klavierspiel und ab 1905 bei Jean de Reszke in Paris Gesang. Ihr Konzertdebüt hatte sie 1907 in Monte Carlo. Hiernach änderte sie ihren Nachnamen in „Teyte“ – um die Aussprache ihres Namens der französischen Schreibweise anzupassen.
Insbesondere machte sich die Sopranistin einen Namen als Interpretin französischer Komponisten des ausgehenden 19. und des 20. Jahrhunderts (Claude Debussy, Maurice Ravel, Reynaldo Hahn, Henri Duparc, Ernest Chausson u. a.).
1909 heiratete sie in erster Ehe den französischen Rechtsanwalt Eugene de Plumon, die Ehe wurde 1915 geschieden. In zweiter Ehe heiratete sie 1921 den kanadischen Unternehmer Walter Sherwin Cottingham, diese Ehe wurde 1931 geschieden.

## Ehrungen
1958 nahm Königin Elisabeth II. sie ihrer musikalischen Verdienste wegen als Dame Commander in den Order of the British Empire auf und erhob sie damit in den persönlichen Adelsstand.

## Werke
- Star on the Door. Putnam, London 1958 (Autobiografie).